# 中华人民共和国宪法 (1975年)
1975年《中华人民共和国宪法》，是指1975年1月17日第四届全国人民代表大会第一次会议通过的《中华人民共和国宪法》（因其在1975年颁布，故称其为“七五宪法”或“1975年宪法”）。这是中华人民共和国的第二部宪法，也是唯一一部诞生于文化大革命期间的宪法，除序言外分总纲、国家机构、公民的基本权利和义务、国旗、国徽、首都，共四章三十条。

## 制定经过
1969年中国共产党第九次全国代表大会召开后，毛泽东进一步提出召开第四届全国人民代表大会，修改宪法。1970年3月8日，中共中央政治局决定成立以康生为首的修改宪法工作小组，起草宪法修改草案。7月17日，中共中央决定成立“修改宪法起草委员会”，毛泽东为主任，林彪为副主任，委员有55人，包括中央政治局全体成员，各省、市、自治区负责人，以及工农兵代表和知识分子代表。8月，中共九届二中全会在讨论修改宪法起草委员会提交的宪法修改草案时，就是否设立国家主席职务爆发争论，虽然在9月6日会议闭幕当天基本通过了宪法修改草案，并在会后将草案发到全国基层单位讨论，但随后修宪和四届人大筹备工作实际陷入停滞。经过九一三事件等一系列政治变动，1973年中国共产党第十次全国代表大会召开，会后宪法修改和四届人大筹备工作重新启提上日程，但是并未重新设立宪法修改委员会，仅由张春桥负责在原先的修改草案上进一步修订。1975年1月10日，中共十届二中全会通过宪法修改草案；1975年1月17日，第四届全国人民代表大会第一次会议审议通过宪法修改草案。

## 修改宪法起草委员会
1970年7月17日中国共产党中央委员会决定成立：
- 主任：毛泽东
- 副主任：林彪
- 委员（55人）：
  - 中共中央政治局委员、候补委员（23人）：周恩来、陈伯达、康生、叶群、叶剑英、刘伯承、江青、朱德、许世友、陈锡联、李先念、李作鹏、吴法宪、张春桥、邱会作、姚文元、黄永胜、董必武、谢富治、纪登奎、李雪峰、李德生、汪东兴
  - 各省、市、自治区党的核心小组负责人（24人）：潘复生、王淮湘、吴德、解学恭、谢振华、吴涛、冼恒汉、李瑞山、张江霖、康健民、赛福鼎、杨得志、南萍、韩先楚、程世清、刘兴元、韦国清、华国锋、曾思玉、刘建勋、张国华、天宝、谭甫仁、蓝亦农
  - 工农兵代表和知识分子代表（8人）：王洪文、倪志福、蔡树梅、尉凤英、陈永贵、吕玉兰、张积慧、郭沫若

1970年3月8日，中共中央政治局决定成立修改宪法工作小组，负责起草宪法修改草案：
- 修改宪法工作小组成员：康生、张春桥、吴法宪、李作鹏、纪登奎

九一三事件后，1973年9月，中共中央政治局商定成立宪法修改小组，继续负责宪法的修改、整理工作，9月14日，毛泽东圈阅了周恩来报告的小组成员名单：
- 宪法修改小组成员：组长康生，代组长张春桥，组员江青、纪登奎、苏振华、倪志福

## 概述
该《宪法》诞生于文化大革命后期，其指导思想是“继续开展阶级斗争”，大量删减了一般宪法必须明确规定的内容，导致中国忽视了经济建设。它把“文化大革命”合法化，破坏了原宪法中民主的原则，对国家机构的规定不足。其中规定不再设置中国国家主席和副主席职位，缩小了公民的基本权利和自由的范围，取消了“公民在法律上一律平等”的规定。
序言表明该宪法的指导思想是毛泽东的无产阶级专政下继续革命的理论，是中国共产党第九次和第十次全国代表大会一再肯定的中共的基本路线：“我们必须坚持中国共产党在整个社会主义历史阶段的基本路线和政策，坚持无产阶级专政下的继续革命，使我们伟大的祖国永远沿着马克思主义、列宁主义、毛泽东思想指引的道路前进。”
第一章总纲规定：国家的性质是“工人阶级领导的以工农联盟为基础的无产阶级专政的社会主义国家”。人民行使权力的机关，是以工农兵代表为主体的各级人民代表大会。各级人民代表大会代表，由民主协商选举产生。对经济制度方面规定，现阶段的生产资料所有制主要是社会主义全民所有制和社会主义劳动群众集体所有制。同时允许非农业合法的个体劳动者存在。国营经济是国民经济的领导力量。农村人民公社的集体所有制经济，一般实行三级所有、队为基础。在分配制度上规定，国家实行“不劳动者不得食”和“各尽所能，按劳分配”的社会主义原则。
这部《宪法》在总纲中以法律的形式将“文化大革命”的许多提法和做法给予了肯定。例如“大鸣、大放、大辩论、大字报，是人民群众创造的社会主义革命的新形式”，“抓革命，促生产、促工作、促战备”等。
第二章国家机构规定了从中央到地方的各级立法、行政、司法权力机构的名称、构成和职权。规定地方各级革命委员会是地方各级人民代表大会的常设机关，同时又是地方各级人民政府。第三、四章对中华人民共和国公民的基本权利和义务，国旗、国徽、首都等分别作了明文规定。